# Rod Bruinooge
Rod E. Bruinooge (né le 6 mai 1973 à Thompson, Manitoba) est un homme politique canadien

## Biographie
Il a été député à la Chambre des communes du Canada, représentant la circonscription manitobaine de Winnipeg-Sud de 2006 à 2015 sous la bannière du Parti conservateur du Canada. Il ne s'est pas représenté lors des élections générales de 2015.
Il est le premier parlementaire canadien à utiliser le cinéma pour projeter de la publicité électorale, compte tenu de ses expériences en tant que cinéaste.